# Шевское
Шевское (укр. Шевське) — село,
Новопетровский сельский совет,
Магдалиновский район,
Днепропетровская область,
Украина.
Код КОАТУУ — 1222385004. Население по переписи 2001 года составляло 573 человека.

## Географическое положение
Село Шевское находится на правом берегу реки Чаплинка,
выше по течению на расстоянии в 0,5 км расположено село Новопетровка,
ниже по течению на расстоянии в 1 км расположено село Водяное.
Рядом проходит автомобильная дорога Т-0410.